# PDF/A
PDF/A je oficiální archivační verze formátu PDF definovaná v standardech ISO 19005-1:2005, ISO 19005-2:2011, ISO 19005-3 a ISO 19005-4. Jedná se o zúžení definice formátu PDF tak, aby bylo možné soubory uložené v PDF/A otevřít beze ztráty informace i všemi budoucími verzemi softwarových nástrojů. Jednoduše řečeno jde o formát souboru s koncovkou .PDF, ale se specifikovanými vlastnostmi. V PDF/A lze vybrat text a dále s ním pracovat a naopak zde nelze používat tzv. Font Linking (používá se zde Font Embedding).
Definice PDF/A stojí na následujících předpokladech:
- nezávislost na platformě
- všechny informace potřebné pro správné zobrazení jsou uvnitř souboru (například fonty, definice barev apod.)
- veškerá metadata jsou ve formátu XML
- žádné šifrování, žádná ochrana hesly apod.
- žádný audio nebo video obsah
- žádný JavaScript nebo spustitelné spouštěče souborů
- nepoužívá se LZW komprese

## Verze
| Zkratka | Standard         | Podtitul                                                       | Publikováno | Založeno na                                          |
| ------- | ---------------- | -------------------------------------------------------------- | ----------- | ---------------------------------------------------- |
| PDF/A-1 | ISO 19005-1:2005 | Část 1: Použití PDF 1.4                                        | 2005-09-28  | PDF 1.4 (Adobe Systems, PDF Reference, třetí vydání) |
| PDF/A-2 | ISO 19005-2:2011 | Část 2: Použití normy ISO 32000-1                              | 2011-06-20  | PDF 1.7 (ISO 32000-1:2008)                           |
| PDF/A-3 | ISO 19005-3:2012 | Část 3: Použití normy ISO 32000-1 s podporou vložených souborů | 2012-10-15  | PDF 1.7 (ISO 32000-1:2008)                           |
| PDF/A-4 | ISO 19005-4:2020 | Část 4: Použití normy ISO 32000-2                              | 2020-11     | PDF 2.0 (ISO 32000-2:2020)                           |

### PDF/A-1
Specifikace PDF/A-1 byla vydána v roce 2005 a je založena na specifikaci PDF 1.4. PDF/A-1 podporuje dvě úrovně souladu s normou ISO 19005-1:2005:
- PDF/A-1 Level „A“ (PDF/A-1a) – vyžaduje přesnou vizuální reprodukci doplněnou o povinné namapovaní textu na standard Unicode a přesnou deklaraci a popis logické struktury dokumentu (Tagged PDF)
- PDF/A-1 Level „B“ (PDF/A-1b) – vyžaduje přesnou vizuální reprodukci, ale ne informace o struktuře nebo sémantické informace

### PDF/A-2
Specifikace PDF/A-2 byla vydána v roce 2011 a je založena na specifikaci ISO 32000-1:2008 (PDF 1.7). PDF/A-2 se liší od PDF/A-1 například podporou pro kompresi obrázků JPEG 2000, podporou pro transparentní vrstvy a efekty, vkládáním fontů OpenType, podporou pro elektronický podpis podle specifikace PDF Advanced Electronic Signatures (PAdES), možností vkládat soubory PDF/A do souborů PDF/A-2 a archivovat tak celé sady dokumentů PDF/A v jednom souboru. Soubory PDF/A-1 jsou kompatibilní s PDF/A-2, ale ne všechny soubory PDF/A-2 musejí být kompatibilní s PDF/A-1.

### PDF/A-3
Specifikace PDF/A-3 byla vydána v roce 2014. Jeho hlavní výhodou je možnost používat PDF jako kontejner pro další druhy obsahu – jmenovitě strojově čitelné XML, s
využitím zejména u účetních dokladů.

### PDF/A-4
Specifikace PDF/A-4 byla vydána v roce 2020. Byla postavena na formátu PDF 2.0 podle specifikace ISO 32000-2:2020.